# Victoria Bitter
Pour les articles homonymes, voir Victoria et Bitter.

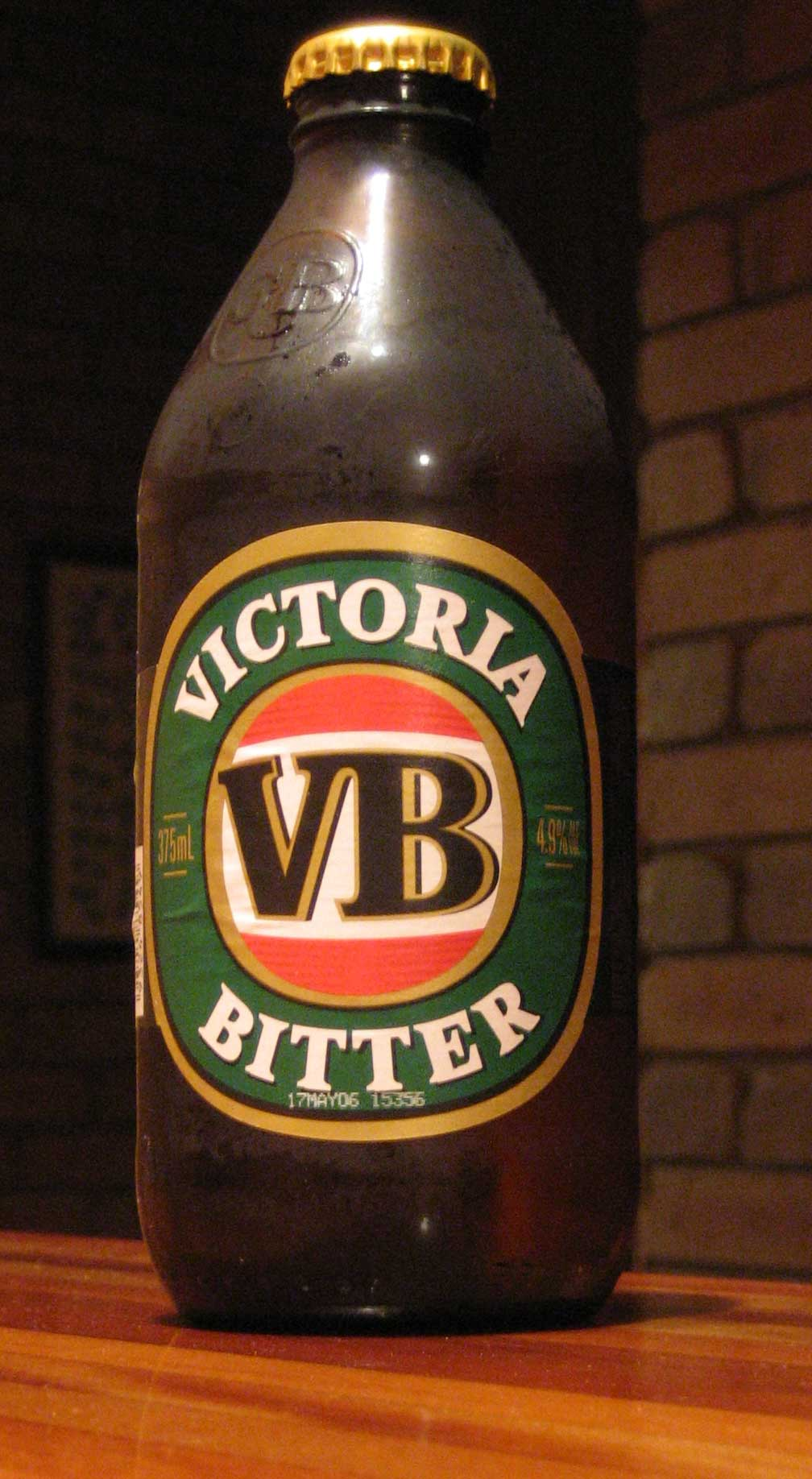
La VB en bouteille

Victoria Bitter ou VB est une bière australienne brassée par Carlton & United Beverages appartenant au groupe Foster's.
Même si la Foster's est la bière australienne la plus connue à l'étranger, sa part de marché en Australie reste faible comparé à la Victoria Bitter qui est la bière la plus vendue, à la fois en pression ou en détail.
En dépit de son nom, la Victoria Bitter est un bière commerciale standard de type lager, même si elle est peut-être légèrement plus amère.

## Victoria Bitter etTooheys
Jusqu'en 2014, un accord tacite entre Carlton & United Beverages et Lion Nathan (brasseur de la Tooheys) les empêchait de pénêtrer les "chasses gardées" du concurrent, respectivement l'État du Victoria et de la Nouvelle-Galles du Sud. Cet accord prit fin avec ce qui est appelé la "guerre de la bière de Melbourne" (Melbourne Beer War) une guerre commerciale agressive pour le contrôle.